# Boeing Y1
Y1 es un proyecto de Boeing para reemplazar los 737-300, 737-800, 737-900 y 757-200. También podría reemplazar al 717 y 737-600. El Y1 también se conoce por 737RS (Replacement Study - Estudio de Reemplazo).
Las nuevas tecnologías que se pretende introducir incluyen estructuras de materiales compuestos y motores de turbina más eficientes (aunque también se están estudiando nuevos tipos de motores). Y1 es parte del Proyecto Yellowstone de Boeing. La nueva familia estará compuesta por tres (o quizá cuatro) modelos para 120, 150 y 190 pasajeros en una configuración de dos clases. Serán modelos nuevos, no derivados del 737, y usarán gran parte de los sistemas y tecnologías del 787. Se espera que el Y1 tenga una cabina más ancha que el Boeing 737 y el Airbus A320. Aunque la información actual (mediados del año 2006) disponible es poca, estudios preliminares indican que las ventajas de costes sobre modelos existentes serán marginales.